# مالی بارنت
مالی بارنت (انگلیسی: Molly Burnett؛ زادهٔ ۲۳ آوریل ۱۹۸۸) یک هنرپیشه اهل ایالات متحده آمریکا است. وی از سال ۲۰۰۷ میلادی تاکنون مشغول فعالیت بوده‌است.